# Otello-67
Otello-67 (in russo  Отелло-67 ?, Otello-67) è un film d'animazione sovietico del 1967 diretto da Fëdor Chitruk.
È stato prodotto dallo studio Sojuzmul'tfil'm a seguito dell’invito ricevuto da parte dell’Expo 1967 di Montréal a realizzare un cortometraggio da presentare nell’ambito di una rassegna di film della durata di 50 secondi.

## Trama
Un uomo arresta la sua auto di fronte a una sorta di televisore a gettoni sul quale campeggia una scritta a caratteri cubitali: “Non sprecare il tuo tempo!”. Inserito il gettone, assiste a una rappresentazione dell’Otello di Shakespeare ridotta alla durata di poche decine di secondi.